# مسلسل كاش

## نظرة عامة
مسلسل درامي سعودي يوتيوبي من صناعة وكتابة وإخراج محمود صباغ يحكي قصة لاعب كرة قدم موهوب اسمه كاش، 
يصعد من فريق شباب الهنداوية، وهو حي شعبي شهير بمدينة جدة، إلى صفوف نادي الاتحاد. 
ومن خلال قصة صعوده يرصد العمل ملامح الحياة الاجتماعية والسياسية في المدينة، ويسلط الضوء على خبايا الكرة السعودية.
ويعرض المسلسل المراحل الحياتية في حياة لاعب كرة القدم كاش من ناحية طموحه ووفائه وصداقاته، وتنقله من حياته البسيطة 
والمكان الذي كان يعيش فيه إلى عالم الشهرة والمال، وعلاقته بأعضاء الشرف وزملائه في الفريق، إضافة إلى إبراز الجوانب التاريخية والمكانية في جدة.

## الشخصيات
| الممثل(ة)          | الشخصية           |
| نواف الظفيري       | كاش               |
| مروة سالم          | قنديلة            |
| تركي شيخ           | الشيخ عبدالجبار   |
| عبد المجيد الرهيدي | عبداللطيف الورثان |
| عبدالرحمن يماني    | همني              |
| حمزة هوساوي        | جبرتي             |
| نيفين طبارة        | يسرا بغدادي       |
| محمود رمضان        | الصحفي نحاس       |
| ------------------ | ----------------- |